# Roman de campus

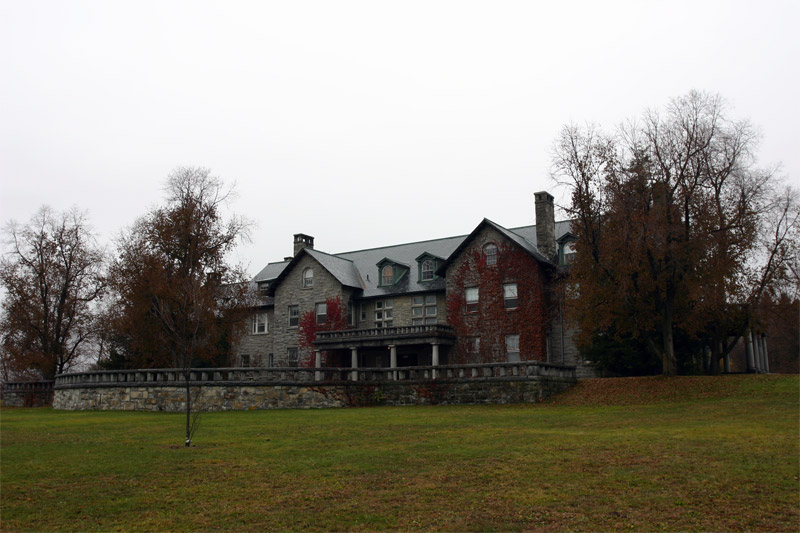
Bâtiment du Bennington College (Vermont), source d'inspiration pour plusieurs auteurs de romans de campus.

Un roman de campus (en anglais : Campus novel ou Varsity novel), que l'on peut également appeler roman universitaire, est un roman dont l'action se déroule sur ou autour d'un campus d'université. Il constitue avec d'autres ouvrages similaires un genre littéraire portant le même nom : la littérature de campus.
Le roman de campus peut se définir comme étant « tout roman dont le monde universitaire constitue le cadre principal et dont les préoccupations universitaires constituent un thème essentiel. »
Genre principalement anglo-saxon, le roman de campus est peu exploité en France, principalement basé sur l'idée de « vase clos » créé notamment par le système du pensionnat et les expériences de partages rattachées aux universités américaines et britanniques. Ainsi, les plus grands représentants du genre sont anglophones : David Lodge, Bret Easton Ellis, Donna Tartt, Philip Roth, Tom Wolfe, Joyce Carol Oates...
Ce genre littéraire est aussi décliné au cinéma, avec des films tels que Le Cercle des poètes disparus, et des adaptions de romans : La Couleur du mensonge, Les lois de l'attraction...

## Caractéristiques
Le roman universitaire exploite les possibilités du milieu fermé de l'université, les relations entre personnels, enseignants et étudiants, voire des personnes extérieures à l'université (comme le roman Jeu de société de David Lodge). Pareillement au roman d'initiation, il permet la représentation du basculement entre l'adolescence et l'âge adulte, et les différences identitaires qui s'y créent.
Des liens apparaissent éventuellement parfois avec le postmodernisme littéraire, comme dans Pnine de Nabokov, tel qu'analysé par David Lodge, ou bien justement dans le roman Un tout petit monde, de Lodge toujours, où le milieu universitaire permet des jeux intertextuels et métafictionnels.
Dans le roman de campus, le cadre universitaire peut prendre place au sein d'une institution réelle, ou au contraire se dérouler dans une université fictive constituée de toutes pièces par l'auteur. C'est le cas notamment dans les romans Hangsaman (1951) de Shirley Jackson, Les lois de l'attraction (1987) de Bret Easton Ellis et Le Maître des illusions (1992) de Donna Tartt, qui sont tous trois inspirés du Bennington College,,,.

## Historique

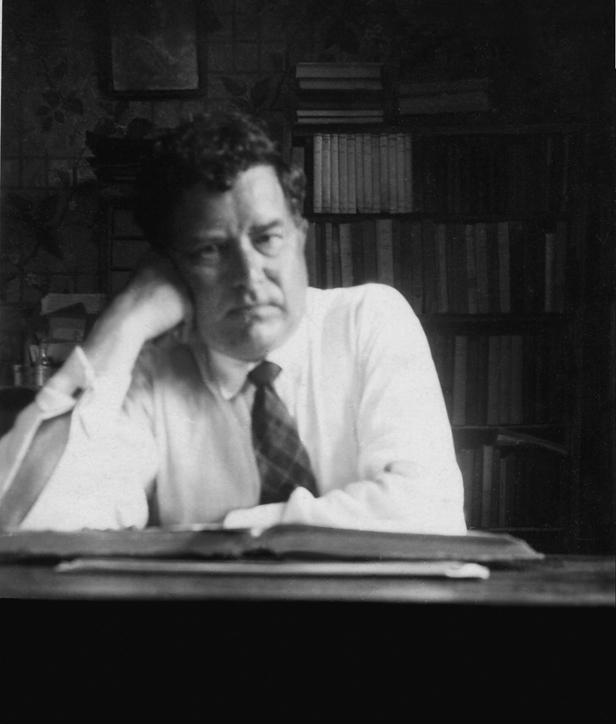
Régis Messac, auteur de Smith Conundrum, considéré comme une œuvre fondatrice du roman de campus.

Dès la fin du XIXe siècle, plusieurs romans ayant pour cadre l'université sont publiés. Dans son ouvrage Faculty Towers: The Academic Novel and Its Discontents (2005), la critique littéraire Elaine Showalter mentionne entre autres Jude l'Obscur de Thomas Hardy (1895), dont l'université de Christminster est basée sur Oxford, La Maison du professeur de Willa Cather (1925), Smith Conundrum de Régis Messac (1928-1931), ayant pour cadre l'université McGill, ou encore Le Cœur et la Raison de Dorothy L. Sayers (1935). En 1945, Evelyn Waugh fait paraître Retour à Brideshead, qui a notamment pour cadre l'université d'Oxford.
Mais forme actuelle du genre remonte principalement au tournant des années 1950, avec The Masters de Charles Percy Snow (1952), The Groves of Academe (en) de Mary McCarthy (1952) ou encore Jim-la-chance (1954) de Kingsley Amis, considéré comme l'un des premiers romans inaugurant ce genre. Ces récits, souvent à caractère comiques ou satiriques, mettent en évidence les prétentions intellectuelles et les faiblesses humaines. Trois ans auparavant, la romancière américaine Shirley Jackson fait paraître Hangsaman (1951), qui raconte l'histoire d'une jeune femme solitaire entrant dans une université d'arts libéraux librement inspirée du Bennington College (Vermont), où le mari de Jackson, Stanley Edgar Hyman, enseignait. Dans ce livre, une dimension mystérieuse, plus sombre, s'ajoute à la satire du milieu universitaire, Jackson puisant en partie son inspiration dans la disparition d'une étudiante de Bennington en 1946. L'approche à suspense du roman de campus connaîtra un regain d'intérêt en 1992 avec Le Maître des illusions de Donna Tartt, qui popularisera l'esthétique dark academia liée au roman universitaire,.
Dès les années 1970, l'écrivain britannique David Lodge contribue à populariser le genre avec sa trilogie Changement de décor (1975), Un tout petit monde (1984) et Jeu de société (1986). Au cours de la même période, Bret Easton Ellis bouscule le style en publiant Les Lois de l'attraction (1987), qui raconte la chute aux enfers d'un groupe d'étudiants d'une université du New Hampshire.
Plus tardivement, à partir des années 1990, les romans de campus tendent à traiter avec sérieux la vie universitaire, comme c'est le cas dans Disgrâce de J. M. Coetzee (1999) ou encore dans La Tache de Philip Roth (2000). Les romans peuvent être racontés tout aussi bien du point de vue d'un membre du corps enseignant (en anglais Campus novel) que d'un étudiant (appelé en anglais Varsity novel (en)), comme c'est le cas dans le roman Moi, Charlotte Simmons de Tom Wolfe (2004) ou dans Mauvais genre (2011) de Naomi Alderman,.

## Titres et auteurs notables
- The Masters, Charles Percy Snow (1951)
- Hangsaman, Shirley Jackson (1951)
- The Groves of Academe (en), Mary McCarthy (1952)
- Jim-la-chance, Kingsley Amis (1954)
- Pnine, Vladimir Nabokov (1957)
- Une nouvelle vie, Bernard Malamud (1961)
- Stoner, John Edward Williams (1965)
- Porterhouse ou la Vie de collège, Tom Sharpe (1974)
- Changement de décor, David Lodge (1975)
- Professeur de désir, Philip Roth (1977)
- La Polka piquée, Maurice Couturier (1982)
- Un tout petit monde, David Lodge (1984)
- Bruit de fond, Don DeLillo (1985)
- Jeu de société, David Lodge (1986)
- Les lois de l'attraction, Bret Easton Ellis (1987)
- Le Maître des illusions, Donna Tartt (1992)
- Alice est montée sur la table, Jonathan Lethem (1997)
- Disgrâce, J. M. Coetzee (1999)
- La Tache, Philip Roth (2000)
- Délicieuses pourritures, Joyce Carol Oates (2001)
- De la beauté, Zadie Smith (2005)
- Indignation, Philip Roth (2008)
- Invisible, Paul Auster (2009)
- Le Complexe d'Eden Bellwether, Benjamin Wood (2012)